# Royal Scottish National Orchestra
La Royal Scottish National Orchestra, cuyas siglas son RSNO, es una orquesta escocesa, con sede administrativa en Glasgow, en el RSNO Centre. La RSNO recibe el apoyo del Gobierno de Escocia. La RSNO actúa en toda Escocia, en lugares tales como la Real Sala de Conciertos de Glasgow,  Usher Hall en Edimburgo, Caird Hall en Dundee, Aberdeen Music Hall, Perth Concert Hall o Eden Court Inverness. El actual director ejecutivo de la RSNO es Krishna Thiagarajan. Peter Oundjian es su actual director musical, desde el año 2012.

## Historia
El conjunto precursor de la RSNO fue fundado en 1843 para acompañar a la Unión Coral de Glasgow (hoy conocido como Coro de la RSNOo RSNO Chorus). En 1891, la orquesta fue reconocida formalmente como la Orquesta Escocesa, con George Henschel como el primer director principal del conjunto bajo dicho nombre. En 1950, la orquesta tomó el nombre de Orquesta Nacional Escocesa. La orquesta recibió el patrocinio real en 1977. Continuó usando el nombre Scottish National Orchestra hasta 1991, cuando utilizó brevemente el título Royal Scottish Orchestra, antes de cambiar a su nombre actual.
Alexander Gibson fue su primer director escocés nativo y el que mayor tiempo estuvo en el cargo, de 1959 a 1984. Durante el mandato de Gibson, que comenzó en 1977, la sede de la RSNO estaba en el Henry Wood Hall de Glasgow y este espacio también se usó como su lugar de grabación. Gibson fue particularmente conocido por sus interpretaciones de los compositores escandinavos, especialmente Jean Sibelius y Carl Nielsen. Su sucesor, Neeme Järvi (1984-1988), continuó esta tradición y también dirigió a la orquesta en su primer ciclo completo de las obras de Gustav Mahler Bryden Thomson, el segundo director principal escocés de la orquesta, mantuvo el vínculo nórdico con un ciclo de sinfonías de Nielsen.
Aleksander Lázarev fue director principal de la RSNO de 1997 a 2005, y ahora tiene el título de director emérito de la orquesta. Marin Alsop fue el director invitado principal de la RSNO entre 2000 y 2003, siendo la primera mujer en ostentar el título. Garry Walker sucedió a Alsop como director invitado principal, entre 2003 y 2007. Stéphane Denève fue director musical de la RSNO de 2005 a 2012. Durante su mandato, el RSNO grabó música de Claude Debussy y de Albert Roussel, este último con Naxos.
En enero de 2011, la RSNO anunció el nombramiento de Peter Oundjian como su próximo director musical, a partir de la temporada 2012-2013, con un contrato inicial de 4 años. En octubre de 2011, Thomas Søndergård fue nombrado director invitado principal de la orquesta, a partir de la temporada 2012-2013, con un contrato inicial de tres años para 3 programas por año. En 2015, la orquesta se instaló en el RSNO Centre y el Glasgow Royal Concert Hall. El actual director asistente de la RSNO es Holly Mathieson, desde septiembre de 2016. Oundjian concluirá su mandato como director musical de la RSNO al final de la temporada 2017-2018. En mayo de 2017, la RSNO anunció el nombramiento de Søndergård como su próximo director principal, con vigencia para la temporada 2018-2019. En junio de 2017, RSNO nombró a Elim Chan como su nuevo director invitado principal, efectivo para 2018, luego de su primera aparición como invitada en la RSNO en enero de 2017 y un compromiso de regreso una vez más como sustituto de emergencia de Neeme Järvi.

## Grabaciones
La orquesta tuvo un contrato de grabación de larga duración con Chandos Records, particularmente en los años 80 y 90. La RSNO también ha grabado para Naxos Records, más notablemente en un ciclo de sinfonías de Anton Bruckner dirigidas por Georg Tintner, el ciclo sinfónico de Arnold Bax bajo la dirección de David Lloyd-Jones y varias grabaciones de obras norteamericanas (incluidas las obras orquestales completas de Samuel Barber) dirigidas por Marin Alsop. Con Denève, su primera grabación de Roussel recibió el Diapason d'Or del año para música sinfónica. El segundo disco de la serie fue lanzado en 2008.

## Directores
| - George Henschel (1893-1895) - Willem Kes (1895-1898) - Wilhelm Bruch (1898-1900) - Frederic Cowen (1900-1910) - Emil Młynarski (1910-1916) - Landon Ronald (1919-1923) - Václav Talich (1926-1927) | - Vladimir Golschmann (1928-1930) - John Barbirolli (1933-1936) - George Szell (1937-1939) - Warwick Braithwaite (1940-1946) - Walter Susskind (1946-1952) - Karl Rankl (1952-1957) - Hans Swarowski (1957-1959) | - Alexander Gibson (1959-1984) - Neeme Järvi (1984-1988) - Bryden Thomson (1988-1990) - Walter Weller (1992-1997) - Aleksander Lázarev (1997-2005) - Stéphane Denève (2005-2012) - Peter Oundjian (2012–2018) | - Thomas Søndergård (2018-presente) |